# Нейлоновая курточка
«Нейлоновая курточка» — советский художественный короткометражный фильм 1958 года, режиссёр которого Глеб Панфилов. Снят им   на созданной  во время учёбы в Горном институте любительской киностудии

## Сюжет
Лирическая история студентки, доставшей дефицитную вещь нечестным путём, через призму жизни советской молодёжи конца 1950-х.

## Критика
Киновед Соболев, Ромил Павлович писал: "Сюжет строится не на внешнем действии, а на столкновении и развитии характеров. Это совершенно необычно для любителей, стремящихся, как правило, все свои изъяны прикрыть динамикой и остротой действия". Также он добавил, что высокое мастерство создателей фильма не даёт повода посчитать, что они любители.
- Фильм на сайте Глеба Панфилова